# الوقف (مركز)
مدينة الوقـف هي إحدى مراكز محافظة قنا، والتي كانت في السابق إحدى القري التابعة لمركز دشنا ولكن نظرا لاتساع مساحتها الزراعية صدر قرار بجعلها إحدي مراكز محافظة قنا، وتقع الوقـف في البر الجنوبي من نهر النيل ويتضمن الضفة الغربية منه ويحدها من الشمال نهر النيل حيث يقابلها دائرة مركز دشنا من البر الشمالي ومن الجنوب حافة الصحراء الغربية، ومن الشرق دائرة مركز قنا 34 كم ومن الغرب دائرة مركز نجع حمادي 24 كم.

ترجع تسميتها بهذا الاسم إلى أنها كانت أرض وقف، وتشتهر مدينة الوقف بزراعة محصول قصب السكر،
1. ↑  السيد المحافظ. محافظة قنا. تاريخ الوصول: 12 يناير 2016. نسخة محفوظة 13 يونيو 2017 على موقع واي باك مشين.
2. ↑  البيانات السكانية لمدينة أو قرية حسب تقديرات السكان 2006 - محافظة الأقصر.الجهاز المركزي للتعبئة العامة والإحصاء. تاريخ الوصول: 12 يناير 2016.

 تنقسم مدينة الوقف إلى عدة أحياء تمثل العائلات العريقة وهي من الغرب إلى الشرق: البهايجة-الهداورة - المداكير ومن الشمال للجنوب: الدندراويه - الحمزية -السنابسه وذلك بالإضافة إلى العديد من القرى التابعة وهي:القلمينا- المراشدة - عزبة علام -جزيرة الحمودي. ومركزالوقف من المراكز التي ودعت الأمية مبكرًا.[بحاجة لمصدر] ويوجد بها مدارس عديدة ومدرستين ثانويتين للتعليم العام وتتميز الوقف بتعدد الأصول والفصائل بها فهي تنقسم مثل معظم قري ونجوع الصعيد إلي أنساب متفرقة.
قديما كانت الوقف تمتد من ساحل النيل شرقا حتى أول حافة الجبل ولكن الآن تم استصلاح مساحات كبيرة في أرض الصحراء المتاخمة لغرب الوقف حتى سفح القرنة الغربية والتي تفصل بين الوقف والأقصر (وادى الملوك والملكات).
للوقف 3 مداخل على طريق القاهرة /اسوان السريع (غرب النيل) وهي: الخمسين - المعوجة - أبوديب <الرنان> ومدخلين ثانويين هما الحلفاية قبلي والمراشدة. تشتهر الوقف بزراعة قصب السكر والموز والفاكهة والخضر والقمح .. حيث تتخذ يوم الإثنين من كل إسبوع سوقا عاما لتجارة المواد الغذائية بكافة أنواعها.
تم إنشاء الوحدات السكنية الخاصة بمشروع مبارك لاسكان الشباب في الجهة الغربية لطريق القاهرة /أسوان السريع وأمام مدخل الخمسين. يوجد بمدينة الوقف مستشفى عام كبيرة وأيضا بعض الوحدات الصحية ومراكز الإسعاف بالقرى التابعة. لوحظ منذ فترة وجود كسر مستمر للطريق السريع (غرب النيل)في مواجهة مدينة الوقف (حوالي كيلو متر واحد شمال مدخل المعوجة) وقد فشلت محاولات علاجه المتكررة وقد عزى البعض هذا الصدع الأرضى العميق إلى وجود ممر أو نفق على عمق ليس ببعيد عن سطح الأرض يربط بين نهر النيل وأحد المعابد الفرعونية المدفونة في الصحراء غرب مدينة الوقف والتي تعرف بالجبانات المتاخمة للقرنة وهي الصحراء المتسعة والوعرة والتي تفصل بين الوقف ووادى الملوك والملكات بالأقصر.
تم الكشف عن بعض الآثار الفرعونية في الجزء الشمالي من صحراء الوقف في ما يعرف بجبانات السماينة والتي تقوم شرطة الآثار بحراستها إلى أن يحين كشف اللثام عن تلك الكنوز والتي تملأ العديد من ربوع مصر. شهدت الوقف تغييرات كثيره وسريعه في فترة زمنيه قصيره في عهد المحافظ السابق عادل لبيب من رصف الطرق وتنظيم الشوارع واللوحات الجداريه وطلاء الحوائط وغيرها.
الوقف، مركز إداري مصري. يقع في محافظة قنا الواقعة في جمهورية مصر العربية. القاعدة الإدارية للمركز هي مدينة الوقف.